# بخش ویسیان
بخش ویسیان یکی از بخش‌های شهرستان چگنی در استان لرستان ایران است. قبل از تشکیل شهرستان چگنی بخش ویسیان از توابع شهرستان خرم‌آباد بود. این بخش یکی از مراکز عمده تولید برنج در استان لرستان است به همین دلیل به ویسیان شهر شالیزارهای سرسبز لرستان هم لقب داده‌اند. مقبره محمد بن احمدرضی الدین از نوادگان موسی بن جعفر ملقب به حیات الغیب در کنار رودخانه کشکان و جاده خرم‌آباد - پلدختر در این بخش واقع شده‌است. بنای مقبره حیات الغیب در روستایی با همین نام و بر روی تپه‌ای مشرف به روستای قالبی قرار دارد. در کنار آرامگاه بنای کوچکتری به نام گنبد الیاس قرار دارد که مقبره شهاب الدین الیاس لنبکی از اتابکان لر کوچک در آن واقع شده‌است.

## اماکن تاریخی
اماکن دیدنی ویسیان عبارتند از: •  مقبره امام زاده حیات الغیب •  مقبره شهاب الدین الیاس لنبکی از اتابکان لر کوچک •  شالیزارهای ویسیان •  سد خاکی دوگر •  آبشار فصلی تئن قلا •  سراب باغله •  سراب ویسیان علیا یا زهراکار •  رودخانه‌های کشکان و خرم‌آباد •  باغات مرکبات روستای سبزوار، پارک جنگلی شوراب.

## مردم شناسی
مردم این این بخش از قوم لر هستند و عمداتا از طوایف ایل چگنی مانند،ساکنان این بخش از طوایف،ملکعلی(ملکلی)، ویسکرم، احمدی(امی)، سبزواری(سوزوار)،  سادات پیرحیاتی، سادات حیات‌الغیبی، کوشکی، زهراکار، محمودوند، حاتموند، رک‌رک، نادری، شاکرمی، جودکی،سگوند پنبه خور(پمحر)،مینایی(مینی) فلاوند ،نجم سهیلی،مومیوند(مونون)،دوشم و.. هستند.

## تقسیمات کشوری
- بخش ویسیان
  - دهستان شوراب
  - دهستان ویسیان

شهر: ویسیان

## جمعیت
بنابر سرشماری مرکز آمار ایران، جمعیت بخش ویسیان در سال ۱۳۹۵ برابر با ۴٬۹۴۳ نفر (۱٬۶۲۴ خانوار) بوده‌است.